# Gerrit Schotte
Pour les articles homonymes, voir Schotte.
Gerrit Fransisco Schotte, né le 9 septembre 1974 à Willemstad, est un homme politique néerlandais originaire de Curaçao. Il est Premier ministre de cet État autonome de 2010 à 2012.

## Biographie
Gerrit Schotte naît sur l’île de Curaçao le 9 septembre 1974, fils de Hendrik Schotte, professeur, et de Maria Ruiz. Il ne termine pas ses études secondaires, mais acquiert des compétences en entrepreneuriat et en gestion. En 1995, il fonde The Shoppers, une entreprise d'import-export qu'il dirige jusqu'en 2000, puis il fonde une entreprise de paintball et une autre de livraison de repas de 2000 à 2002, puis il dirige le Lido Hotel Resort & Casino N.V. de 2001 à 2005.
En 2005, il fonde le Movementu Patriotiko Kòrsou avec Rignald Lak, un ancien membre du Conseil de Curaçao. De février à décembre 2006, il devient commissaire au Tourisme et aux affaires économiques de Curaçao. Lors des élections de 2007 (en), il est élu sur la liste du Parti Mouvement Antilles nouvelles. Lors des élections de 2010 (en), il obtient le plus grand nombre de voix de tous les candidats. Le 9 juillet 2010, il fonde le Mouvement pour l'avenir de Curaçao.
Le 10 octobre 2010, il devient le premier Premier ministre de cet État autonome du Royaume des Pays-Bas. Le 3 août 2012, il doit démissionner après avoir perdu sa majorité au Parlement, en raison de forts soupçons de blanchiment d'argent et de détournement de fonds publics. Il est condamné ultérieurement.